# 앵그리버드

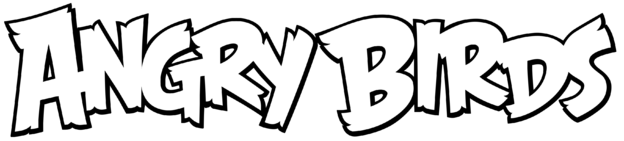

《앵그리버드》(Angry Birds)는 핀란드 로비오 엔터테인먼트의 게임 브랜드이다. 첫 게임이 2009년 iOS 앱스토어에 출시된 이래 2015년까지 후속작 게임과 애니메이션, 출판물 등이 나왔다.
하지만 2019년 현재 플레이스토어, ios스토어에서
여러 게임 서비스를 종료시켰다.

## 시리즈
| 연도 | 게임                   | 장르          | 설명                                                                                   |
| ---- | ---------------------- | ------------- | -------------------------------------------------------------------------------------- |
| 2009 | 앵그리버드 (클래식)    | 퍼즐          | 앵그리버드 시리즈의 첫 작품. 새총으로 새를 쏘아 돼지 요새를 무너뜨리는 게임.           |
| 2010 | 앵그리버드 시즌스      | 퍼즐          | 여러 기념일을 테마로 하는 게임. 초창기 이름은 "앵그리버드 핼러윈"이었다. 현재 시즌 13. |
| 2011 | 앵그리버드 리오        | 퍼즐          | 영화 리오와 리오 2를 배경으로 하는 게임.                                               |
| 2012 | 앵그리버드 프렌즈      | 퍼즐          | 주간 대회를 중점으로 하는 게임.                                                        |
| 2011 | 앵그리버드 스페이스    | 퍼즐          | 우주 공간을 바탕으로 한 게임.                                                          |
| 2012 | 앵그리버드 스타워즈    | 퍼즐          | 스타 워즈를 바탕으로 한 첫 게임.                                                       |
| 2013 | 앵그리버드 스타워즈 II | 퍼즐          | 스타 워즈를 바탕으로 한 두 번째 게임. 텔레포트 사용 가능.                              |
| 2013 | 앵그리버드 Go!         | 레이싱        | 퍼즐 장르가 아닌 첫 게임.                                                              |
| 2014 | 앵그리버드 에픽        | RPG           | 턴제 RPG 게임.                                                                         |
| 2014 | 앵그리버드 트랜스포머  | 탄막          | 트랜스포머를 배경으로 한 탄막 게임.                                                    |
| 2015 | 앵그리버드 스텔라      | 퍼즐          | 스텔라가 주인공인 색다른 배경의 게임.                                                  |
| 2015 | 앵그리버드 파이트!     | 타일 매칭 RPG | 세 칸을 맞추는 타일 매칭 게임 형식으로 파워를 얻어 상대방을 공격하는 게임.             |
| 2015 | 앵그리버드 2           | 퍼즐          | 한 레벨에 스테이지가 여러 개이고, 발사할 새와 스킬를 선택할 수 있는 게임.              |
| 2015 | 앵그리버드 for Kakao   | 퍼즐          | 카카오톡 친구들과 경쟁할 수 있는 카카오 게임.                                          |
| 2016 | 앵그리버드 액션!       | 퍼즐, 핀볼    | 앵그리버드 더 무비를 바탕으로 한 톱뷰, 핀볼 형식의 게임. 3D 형상화 게임.               |

### 스핀오프
| 연도 | 게임              | 장르      | 설명                                                                                                 |
| ---- | ----------------- | --------- | --- |
| 2012 | 배드피기스        | 퍼즐      | 돼지가 목적지까지 갈 수 있게 주어진 물건들을 조합하여 자동차를 만들어야 한다.                        |
| 2014 | 앵그리버드 스텔라 | 퍼즐      | 게임 방식은 본 시리즈와 동일하나 새로운 등장인물로 플레이한다.                                       |
| 2015 | 앵그리버드 팝!    | 타일 매칭 | 초기 이름은 "앵그리버드 스텔라 팝!"이었다. 방울을 쏘아 같은 색을 맟춰내어 주어진 목표를 이루는 게임. |

## 새들
- 레드(Red): 빨간 새로, 새들의 리더이다. 게임 속에서 특별한 능력을 가진 경우는 드물다[1]. 그러나 '레드의 거대한 깃털'에서는 누르면 누른 쪽으로 빠르게 돌진한다

- 블루(The Blues): 파란 새로, 새 세 마리의 이름은 각각 짐, 제이크, 제이이다. 장난기가 넘친다. 게임에서 누르면 셋으로 분열하는 능력을 가지고 있고, 유리와 얼음 부수기에 능하다.[2]

- 척(Chuck): 노란 새로, 빠르게 달릴 수 있다. 게임에서 누르면 속도가 빨라지며, 나무 부수기에 능하다.

- 밤(Bomb): 검은 새. 쉽게 폭발한다. 게임에서 누르면 폭발한다. 돌 부수기에 능하다.

- 마틸다(Matilda): 하얀 새. 평화를 사랑한다. 게임에서 누르면 알 폭탄을 낳는다.

- 할(Hal): 녹색 새. 테렌스의 친구이다. 부리가 크며 게임에서 누르면 부메랑처럼 뒤로 되돌아온다.

- 테렌스(Terence): 거대한 새. 엄청난 힘을 갖고 있으며 침묵한다. 게임에서 거대한 몸집으로 구조물을 파괴한다.

- 버블(Bubbles): 주황색 새. 사탕을 좋아한다. 게임에서 누르면 엄청난 크기로 부풀어오른다.

- 실버(Silver)[3]:회색 새.주전자처럼 생겼다. 게임에서 누르면 공중에서 한바퀴 돌고 내리꽂는다.

- 스텔라(Stella): 분홍색 새. 활동적이다. 게임에서 누르면 주위 물건들을 비눗방울에 가둔다.

- 레오나드(Leonarde): 돼지. 적이다.